# Piotr Strzałkowski
Piotr Strzałkowski (ur. 30 lipca 1950) – polski informatyk i fizyk o specjalności fizyka doświadczalna. Kierownik Centrum Technologii w GTECH Corporation w Warszawie, gdzie od 2008 roku jest specjalistą ds. bezpieczeństwa informacji.

## Życiorys
Po ukończeniu studiów w 1973 na Wydziale Matematyki, Mechaniki i Informatyki Uniwersytetu Warszawskiego, pracował do roku 1991 jako programista, asystent, starszy asystent w Środowiskowym Centrum Obliczeniowym Cyfronet w Instytucie Badań Jądrowych w Świerku. 
Piotr Strzałkowski jest współautorem książki pod tytułem Rewolucja kulturalna w Instytucie Badań Jądrowych 13 XII 1981 – 1989 (1990), jest także autorem szeregu publikacji naukowych z zakresu informatyki. W 2008 roku został odznaczony Krzyżem Oficerskim Orderu Odrodzenia Polski.
W 2013 roku została wydana książka Piotra Strzałkowskiego pod tytułem: Das Album, opowiadająca o odnalezionym na Podlasiu niemieckim albumie z negatywami sprzed wojny.